# Liste der Mitglieder der Sächsischen Akademie der Künste
Diese Liste gibt einen Überblick über alle aktuellen und ehemaligen Mitglieder der Sächsischen Akademie der Künste.

## Ehrenmitglieder
- Wolf-Dietrich Freiherr Speck von Sternburg
- Gerhard Wolf
- Peter Graf

## Klasse Baukunst
| Ordentliche Mitglieder: - Marta Doehler-Behzadi - Werner Durth - Rainer Ilg - Wolfgang Kil - André Kempe - Olaf Lauströer - Engelbert Lütke Daldrup - Heinrich Magirius - Angela Mensing-de Jong - Annette Menting - Cornelia Müller - Jürgen Paul | - Muck Petzet - Ivan Reimann - Stefan Rettich - Dieter Schölzel - Axel Schultes - Benedikt Schulz - Thomas Sieverts - Thomas Topfstedt - Gunnar Volkmann - Jörn Walter - Andreas Wolf - Ulf Zimmermann | Korrespondierende Mitglieder: - Hubert Hermann - Jerzy Ilkosz - Romuald Loegler - Petr Pelčák - Ivan Ruller - Jan Schindler - Anton Schweighofer - Stefan Slachta - Bohdan Tscherkes |

## Klasse Bildende Kunst
| Ordentliche Mitglieder: - Lutz Dammbeck - Hartwig Ebersbach - Matthias Flügge - Wieland Förster - Peter Herrmann - Wolfgang Holler - Ralf Kerbach - Gerda Lepke - Walter Libuda - Ulrich Lindner - Maix Mayer | - Michael Morgner - Carsten Nicolai - Osmar Osten - Jutta Penndorf - Thea Richter - Sophia Schama - Cornelia Schleime - Jürgen Schön - Gundula Schulze Eldowy - Strawalde - Max Uhlig | Korrespondierende Mitglieder: - Magdalena Abakanowicz - Erik Bulatow - Per Kirkeby - Dóra Maurer - Jiři Valoch - Johanes Zechner |

## Klasse Darstellende Kunst & Film
| Ordentliche Mitglieder: - Andreas Dresen - Wolfgang Engel - Achim Freyer - Holk Freytag - Dieter Görne - Egon Günther - Michael Heinicke - Evelyn Herlitzius - Ernst Hirsch - Rolf Hoppe - Dieter Jaenicke - Annette Jahns - Regina Jeske | - Klaus Dieter Kirst - Robert Koall - Peter Konwitschny - Harry Kupfer - Ralf Kukula - Konstanze Lauterbach - Irina Pauls - Wolfgang Schaller - Wilfried Schulz - Arila Siegert - B. K. Tragelehn - Hanne Wandtke | Korrespondierende Mitglieder: - Ondrej Cerný - Stefan Frey - Christoph Marthaler - Ivan Pokorný - Wolfgang H Scholz |

## Klasse Literatur & Sprachpflege
| Ordentliche Mitglieder: - Wilhelm Bartsch - Jörg Bernig - Volker Braun - Friedrich Dieckmann - Róza Domascyna - Kurt Drawert - Horst Drescher - Peter Geist - Peter Gosse - Durs Grünbein - Uwe Grüning - Christoph Hein - Kerstin Hensel | - Rainer Kirsch - Angela Krauß - Reiner Kunze - Bernd Leistner - Christian Lehnert - Kito Lorenc - Richard Pietraß - Ingo Schulze - Lutz Seiler - Nike Wagner - Ingo Zimmermann - Gerald Zschorsch | Korrespondierende Mitglieder: - Gerrit-Jan Berendse - György Dalos - Jakub Ekier - Ryszard Krynicki - Alain Lance - Jurko Prochasko - Marek Zybura |

## Klasse Musik
| Ordentliche Mitglieder: - Christfried Brödel - Bernd Franke - Burkhard Glaetzner - Peter Gülke - Ludwig Güttler - Hartmut Haenchen - Jörg Herchet - Jörn Peter Hiekel - Ekkehard Klemm - Roderich Kreile - Wilfried Krätzschmar | - Helmut Oehring - Franz Martin Olbrisch - Peter Rösel - Steffen Schleiermacher - Annette Schlünz - Christfried Schmidt - Frank Schneider - Manos Tsangaris - Nicolaus Richter de Vroe | Korrespondierende Mitglieder: - Gilbert Amy - Mark Andre - Rebecca Saunders - Wladimir Tarnopolski - Jan Vogler |

## Verstorbene Mitglieder
- Theo Adam
- Karl-Heinz Barth
- Günter Behnisch
- Georg Christoph Biller
- Patricio Bunster
- Friedrich Cerha
- Carlfriedrich Claus
- Paul-Heinz Dittrich
- Adolf Dresen
- Péter Eötvös
- Elke Erb
- Johannes Gachnang
- Eberhard Göschel
- Friedrich Goldmann
- Eduard Goldstücker
- Gotthard Graubner
- Wolfgang Hänsch
- Joachim Herz
- Wolfgang Hilbig
- Miklos Hofer
- Friedrich-Wilhelm Junge
- Sigrid Kehl
- Gottfried Kiesow
- Peter Kulka
- Ludvík Kundera
- Erich Loest
- Kurt Masur
- Peter von Matt
- Hans Mayer
- Rudolf Mayer
- Henry Meyer
- Hans Nadler
- Günter Neubert
- Roman Opałka
- Aribert Reimann
- Lenka Reinerová
- Andreas Reinhardt
- Evelyn Richter
- Theodor Rosenhauer
- Thomas Rosenlöcher
- Friedrich Schenker
- Werner Schmidt
- Peter Schreier
- Emil Schumacher
- Joachim Schürmann
- Winfried Sziegoleit
- Michel Tournier
- Helmut Trauzettel
- Günther Uecker
- Martin Walser
- Carlo Weber
- Udo Zimmermann